# Ořechov (zámek)
Ořechov je původně renesanční, později barokně přestavěný zámek ve stejnojmenné vesnici v okrese Uherské Hradiště. Je chráněn jako kulturní památka České republiky.

## Historie
Na místě dnešního zámku stávala již ve 14. století tvrz, která patřila zemanskému rodu z Ořechova. Byla vypálena za česko-uherských válek a později znovu obnovena. V roce 1571 jsou uváděni jako majitelé tvrze Onšíkové z Bílkovic, kteří ji přestavěli ji na renesanční zámek. Za třicetileté války získal Ořechov olomoucký biskup Jan Arnošt Platejs z Plattenštejna, později ho krátce držel velehradský klášter. V roce 1683 ho získali hrabata Magnisové, za jejichž držení proběhla barokní přestavba zámku. V roce 1718 koupil Ořechov opět velehradský klášter a zámek se využíval jako letní sídlo opata.
Po zrušení kláštera v roce 1784 připadl Ořechov náboženskému fondu, střídali se zde nájemci a zámek chátral. V letech 1883-1927 bylo ořechovské panství v majetku katolického podpůrného spolku arcidiecéze olomoucké na Velehradě.
Od 30. let se zámek dostal do vlastnictví řádu salesiánů, kteří zde zřídili svůj výchovný ústav. V roce 1950 připadl prostřednictvím Náboženské matice československému státu a jeho novým správcem se stal krajský výbor SNB. Byla zde zřízena škola zřízena škola SNB a později sklad civilní obrany, část využívalo místní jednotné zemědělské družstvo. V roce 1988 zde byl sklad zdravotnického materiálu, po zrušení podniku Zdravotnické zásobování v roce 2002 zámek opět chátral. V roce 2007 koupil zámek italský podnikatel Alessandro Alagia a zahájil jeho celkovou rekonstrukci. Opravený zámek využíval jako své sídlo, ale pořádal zde i akce pro veřejnost. Od původně zamýšleného prodeje v roce 2014 sice upustil, ale později se dostal do insolvence a v roce 2022 byl zámek znovu nabízen ke koupi.

## Architektura
Renesanční zámek z druhé poloviny 16. století byl přestaven do barokní podoby na přelomu 17. a 18. století. Své základní rozložení si zachoval i po barokní přestavbě, upraveno bylo hlavně průčelí a interiéry (vstupní hala a reprezentační první patro). V roce 1710 byla přistavěna zámecká kaple. Zámek je dvoupatrová budova o třech křídlech, čestný dvůr uzavírá ohradní zeď s branou. V nárožích východního křídla stojí dvě hranolové věže, v koutech nádvoří jsou štíhlé okrouhlé věže se šnekovitými schodišti.